# Sebesújfalu
Sebesújfalu (Bistra), település Romániában, a Partiumban, Bihar megyében.

## Fekvése
A Réz-hegységalatt, a Bisztra patak mellett, Margittától délkeletre fekvő település.

## Története
Sebesújfalu nevét 1472-ben p. walachalis Wyfalwa néven említette először oklevél. 
1692-ben Papuifalu, 1808-ban Újfalu (Bisztra-), Spurkany, 1888-ban Bisztra-Újfalu, 1913-ban Sebesújfalu néven írták. 
Sebesújfalu birtokosai a 19. század elején a Baranyiak voltak.  
1851-ben Fényes Elek írta a településről:
Bisztra-Ujfalu,... Bihar vármegyében, a Rézalján, 260 óhitü lakossal, s anyatemplommal. Határa 3500 hold, ... Földesura Baranyai Károly és Gruden Imre.
1910-ben 447 lakosából 18 magyar, 423 román volt. Ebből 45 görögkatolikus, 14 református, 382 görögkeleti ortodox volt.
A trianoni békeszerződés előtt Bihar vármegye Margittai járásához tartozott.

## Nevezetességek
Görög keleti temploma - 1700 körül épült.